# Germano (gás)
Germano é um composto químico que possui a fórmula GeH4, e é o análogo de metano. É o composto hídrido de germânio mais simples, e um dos mais úteis. Como metano e silano, germano é tetrahédrico. É flamável, produzindo dióxido de germânio e água.

## Ocorrência
Germânio foi detectado na atmosfera de Júpiter.

## Produção
Vários métodos existem para a manufatura industrial de germano. Estes processos podem ser categorizados como método de redução química, método de redução eletroquímica, e método baseado em plasma.
O método da redução química envolve a reação de um composto contendo germânio, tal como germânio elementar, tetracloreto de germânio ou dióxido de germânio, com um agente redutor, tal como boroidreto de magnésio, boroidreto de lítio, hidreto de alumínio e lítio, alanato de sódio, hidreto de lítio, hidreto de sódio ou hidreto de magnésio. Esta reação pode ser realizada em água ou em um solvente orgânico.
Em escala de laboratório, germano pode ser preparado via a reação de compostos de Ge(IV) com reagentes de hidreto. Uma síntese tradicional envolve a reação de Na2GeO3 com borohidreto de sódio.
Na2GeO3 + NaBH4 + H2O → GeH4 + 2 NaOH + NaBO2
O método de redução eletroquímica envolve a aplicação de eletricidade para um cátodo de germânio imerso em um eletrólito aquoso e um ánodo composto de um metal tal como molibdêmio ou cádmio. Neste método, germano e hidrogênio same do cátodo, enquanto que o ánodo reage para formar molibdêmio sólido ou óxidos de cádmio.
No método de síntese plasmático, um metal de germânio é bombardeado com átomos de hidrogênio gerados utilizando uma fonte de plasma de alta frequência, para produzir germano e digermano.